# Майдан Іподрому
Майдан Іподрому — майдан у Київському районі міста Харкова. Являє собою викривлену вулицю.

## Історія
Харківський іподром був відкритий у 1848 році на території Кінного ринку на Кінній площі. На початку 1860-х він переїхав на майданчик в Сокольниках в кінець Сумської вулиці й став центром племінного конерозведення, та скасування кріпосного права призвела до занепаду подібних закладів — без дешевої робочої сили багато поміщицьких господарств збанкрутіло, в тому числі — кінні заводи.
Відроджуватись іподром почав у кінці 1890-х — у тому числі завдяки проведенню кінних перегонів. За 1907–1914 роки на іподромі побудували нові трибуни для рисистих перегонів (випробовування рисаків, запряжених у спеціальні двоколісні екіпажі, рос. — рысистые бега) — за проєктом архітектора Здислава Харманського у стилі романтичного модерну.
Довгий час ця територія знаходилася поза містом, під час продовження вулиць, що вели з центру міста, тут утворився майдан. Він починається від Мироносицької вулиці, перетинається з Чернишевською, закінчується на перетині з вулицею Весніна. Забудований переважно багатоповерховими будинками. Первісно мав назву Бігова площа, у роки радянської та німецької окупації був Іподромівською площею, а після Другої світової названий майданом Першого Травня на честь Першотравня.
У 1920х рр. територію скакового іподрому поглинув Харківський авіазавод, проте зберігся іподром на майдані Іподрому. На початку 2000-х іподром збанкрутів. У 2005 році його орендувало ТОВ «Харківський кінний завод». На території іподрому товариство відкрило тренувальне відділення, де проходять підготовку молоді коні з усієї України. На іподромі можна брати уроки верхової їзди — при ньому працює кінний клуб. Також у його стайнях розміщені коні, які служать в харківському кавалерійському взводі поліції.
24 січня 2024 року харківський міський голова Ігор Терехов заявив про намір повернути майдану історичну назву майдан Іподрому. 26 січня відповідне рішення прийняте на сесії міської ради.

## Характеристики майдану
- Довжина — 460 метрів;
- Ширина — від 15 до 50 метрів;

## Історичні споруди, що виходять на майдан
- Трибуни Харківського іподрому. Побудовані у 1907—1914 роках за проєктом архітектора Здислава Харманського. Стиль — романтичний модерн. Пам'ятка архітектури та містобудування місцевого значення № 7280-Ха[10].

## Галерея

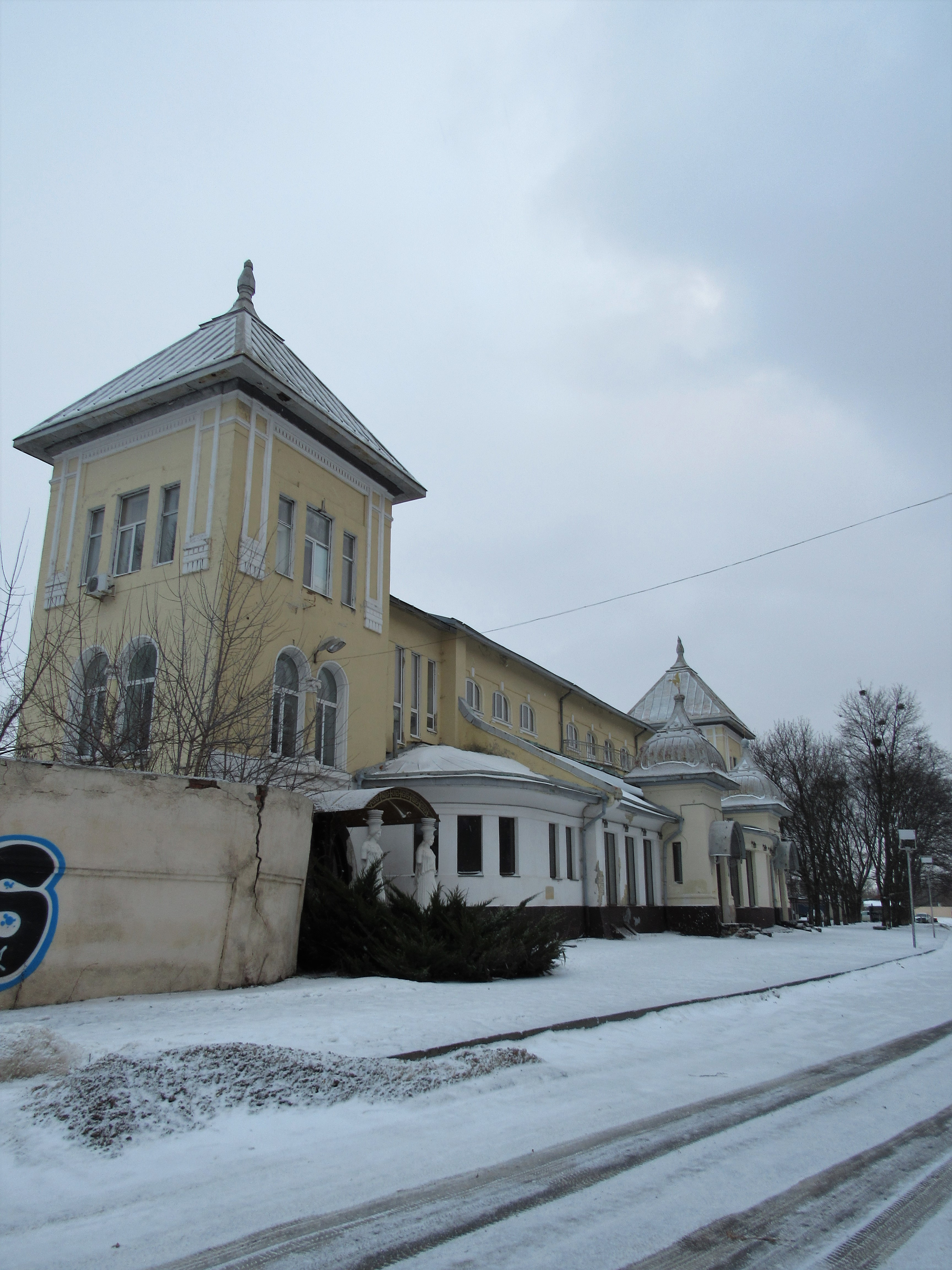
Трибуни Харківського іподрому
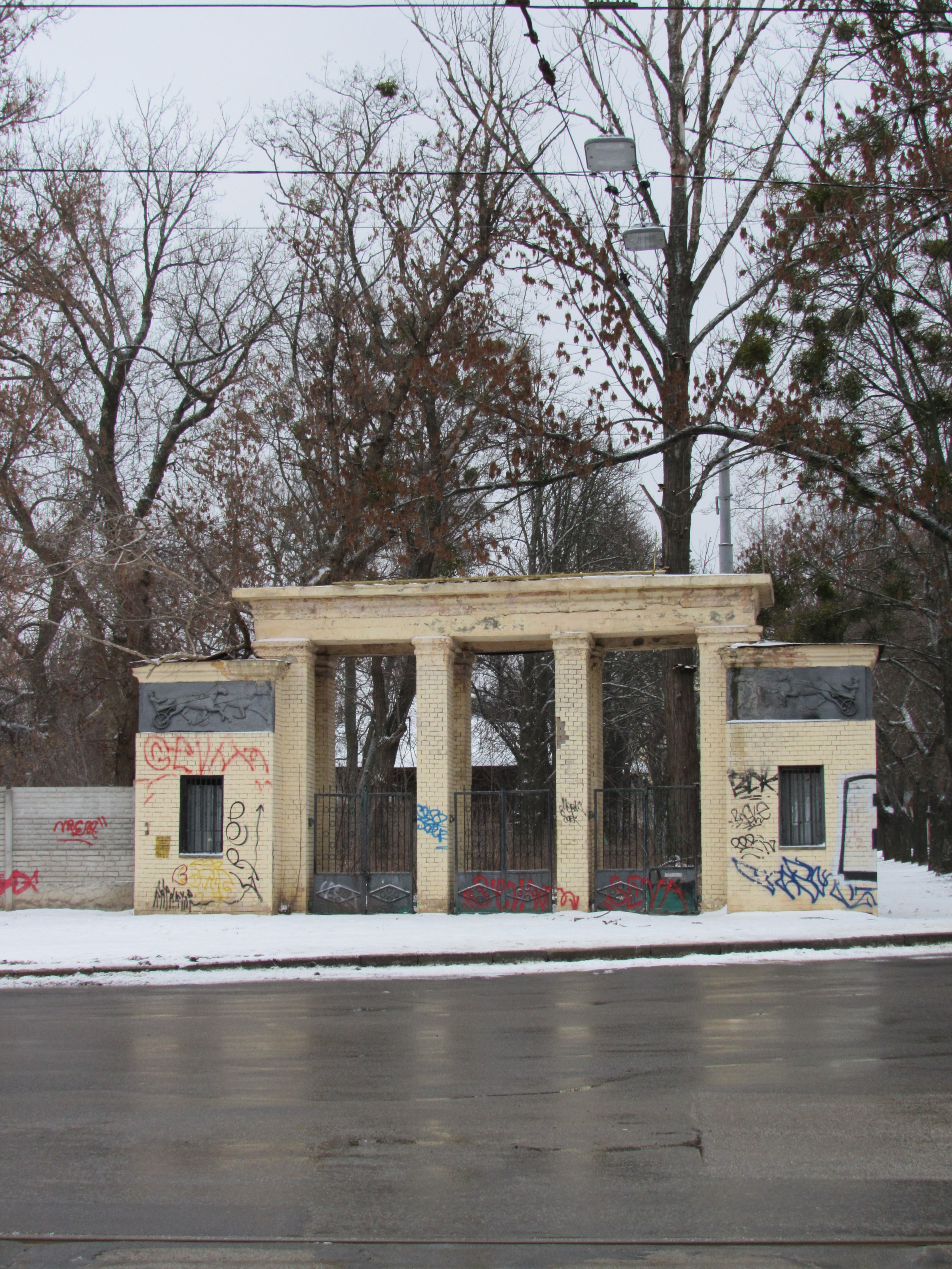
Ворота іподрому
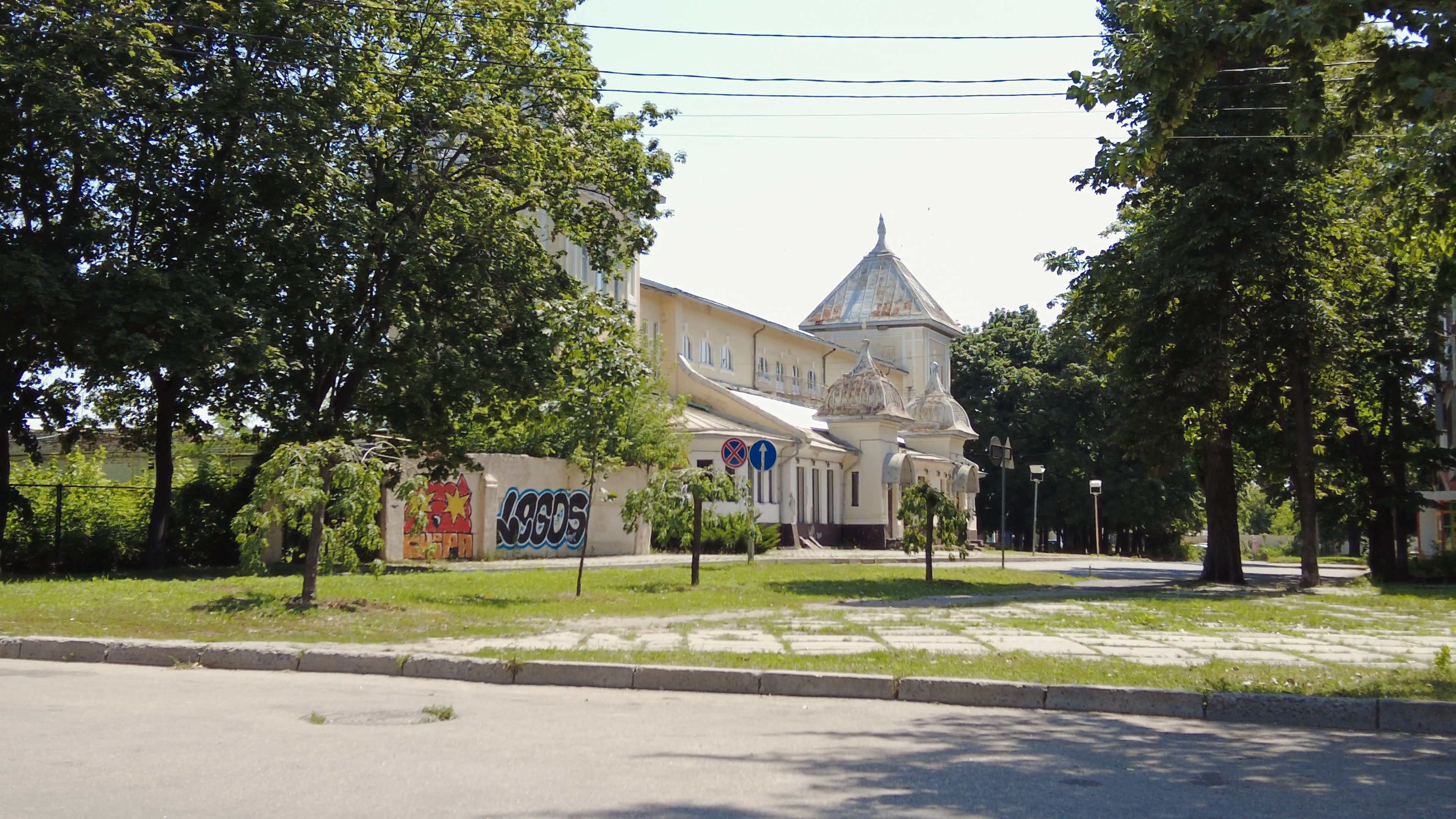
Сквер на майдані